# Иванченко, Пётр Сергеевич
Пётр Сергеевич Иванченко — советский передовик производства и общественный деятель, машинист экскаватора, Герой Социалистического Труда.

## Биография
Родился в 1930 году в деревне Косачевка. Член КПСС.
В 1950—1980 гг. :
- слесарь на автобазе, плотник и каменщик на строительстве молибденового комбината,
- машинист экскаватора, электромеханик Сорского молибденового комбината Министерства цветной металлургии СССР Хакасской автономной области Красноярского края,
- в командировке в Монголии на горно-обогатительном комбинате «Эрдэнэт».

8 февраля 1966 года представлен на соискание звания Героя Социалистического Труда решением № 29 заседания бюро Красноярского крайкома КПСС. Указом Президиума Верховного Совета СССР от 20 мая 1966 года присвоено звание Героя Социалистического Труда с вручением ордена Ленина и золотой медали «Серп и Молот».
Избирался депутатом Верховного Совета РСФСР 6-го и 7-го созывов.
Умер в 2011 году.